# Mutatis mutandis
Mutatis mutandis (latin) betyder "med vederbörliga ändringar". Begreppet används framför allt i filosofisk och juridisk text, i samband med likhetsjämförelser.
Om en lag innehåller regler för hur en viss situation skall behandlas, medan det inte finns några regler angående en viss typ av liknande situation, kan man i vissa fall tillämpa de regler som finns, och därvid i praktiken förutsätta de ändringar i reglerna som behövs för att reglerna skall passa in i den annars oreglerade situationen. Man säger då att man tillämpar lagen mutatis mutandis.
Detta uttryck är inte korrekt enligt det klassiska latinets regler, eftersom gerundivum inte substantiverades i neutrum pluralis i andra kasus än nominativ och ackusativ. Konstruktionen "mutatis mutandis" tillkom därför sannolikt under medeltiden. I brittiskt latin är den belagd första gången år 1272 – se Oxford English Dictionary.